# Jerzy Gołosz
Jerzy Gołosz – polski filozof, doktor habilitowany nauk humanistycznych, specjalizujący się w filozofii nauki.

## Życiorys
Absolwent fizyki na Uniwersytecie Warszawskim (1984) oraz filozofii na Uniwersytecie Jagiellońskim (1989). W 1998 doktoryzował się na UJ w dyscyplinie filozofii na podstawie napisanej pod kierunkiem Józefa Miśka pracy Johna Earmana koncepcja rozwiązania sporu substancjalizm – relacjonizm. 12 kwietnia 2012 uzyskał habilitację na UJ na podstawie pracy Upływ czasu i ontologia. Zajmuje się filozofią nauki i metafizyką.
Profesor UJ w Zakładzie Filozofii Nauk Przyrodniczych Instytutu Filozofii Uniwersytetu Jagiellońskiego. Napisał dwie książki i kilkanaście artykułów do kilku czasopism naukowych. Zajmuje się filozofią nauki oraz metafizyką, zwłaszcza filozofią czasu.